# Crassula papillosa
Crassula papillosa (лат.) — вид суккулентных растений рода Толстянка (Crassula) семейства Толстянковые (Crassulaceae), естественно произрастающий на территории Капской провинции Южно-Африканской Республики.

## Название
Родовое латинское название Crassula происходит от латинского слова crassus, — «толстый», в основном из-за присутствия у растений этого рода сочных листьев.
Видовой эпитет papillosa переводится как «папиллозный, бугорчатый» и относится к бугорчатым листьям данного растения.

## Ботаническое описание
Многолетние раскидистые растения, которые формируют коврик диаметром до 20 см. Их ветви укореняются в узлах, а корни мочковатые. Листья имеют размеры от 1,5 до 3 × 0,5–1,5 мм, они могут быть сидячими или иметь черешок до 1 мм. Форма пластины листа варьирует от эллиптической до обратноланцетной, с цветом от зелёного до красновато-зелёного и тупым кончиком.
Цветки обычно одиночные, чашелистики достигают до 2 мм в длину, имеют форму от ланцетной до яйцевидной и могут быть острыми или тупыми. Венчик может иметь форму от чашеобразной до блюдцевидной, его лепестки длиной до 3 мм имеют эллиптически-продолговатую форму, бывают белыми с небольшой прозрачностью, заостренными и слегка загнутыми назад, а пыльники — жёлтые.
Растения цветут с середины лета до осени.

## Распространение и экология
Обитает в ЮАР (Западно-Капская провинция, Восточная Капская провинция) на больших высотах. Встречается во влажных местах под скалами, на вершинах гор, а также на подоткосных лугах. 

## Таксономия
Crassula papillosa Schönland & Baker f., первое упоминание в J. Bot. 36: 371 (1898).

### Синонимы
Гетеротипные (основанные на разных номенклатурных типах):
- Crassula limosa Schönland